# 鄞县共产主义劳动大学旧址
鄞县共产主义劳动大学旧址位于中国浙江省宁波市海曙区章水镇蜜岩村茅垟山上，学校创办于1975年，由鄞县工农学校和樟水工农学校合并组建而成，学校总占地面积4000平方米，东面山坡上四间平房为教师宿舍，西边两幢平房是学生宿舍，正中房子为食堂，西南角教学楼为平房，另有厕所、食堂，后有水井，北面原有占地192平方米的教室及水塔，现已倒塌，另外还有篮球场、操场等，1981年学校迁址山麓（后改为四明职业高级中学），原址废弃，2010年公布为鄞州区文物保护单位:306、369，2018年12月28日因行政区划调整公布为海曙区文物保护单位。